# کلود مولو
کلود مولو (فرانسوی: Claude Mulot‎؛ ‏ ۲۱ اوت ۱۹۴۲ – ۱۳ اکتبر ۱۹۸۶) یک کارگردان فیلم، و فیلم‌نامه‌نویس اهل فرانسه بود.
از فیلم‌ها یا مجموعه‌های تلویزیونی که وی در آن‌ها نقش داشته‌است می‌توان به سکس سخنگو اشاره نمود.